# Легрен, Жорж
Жорж Легрен (4 октября 1865, Париж — 22 августа 1917, Луксор) — французский египтолог, главный инспектор древностей в Луксоре.

## Биография

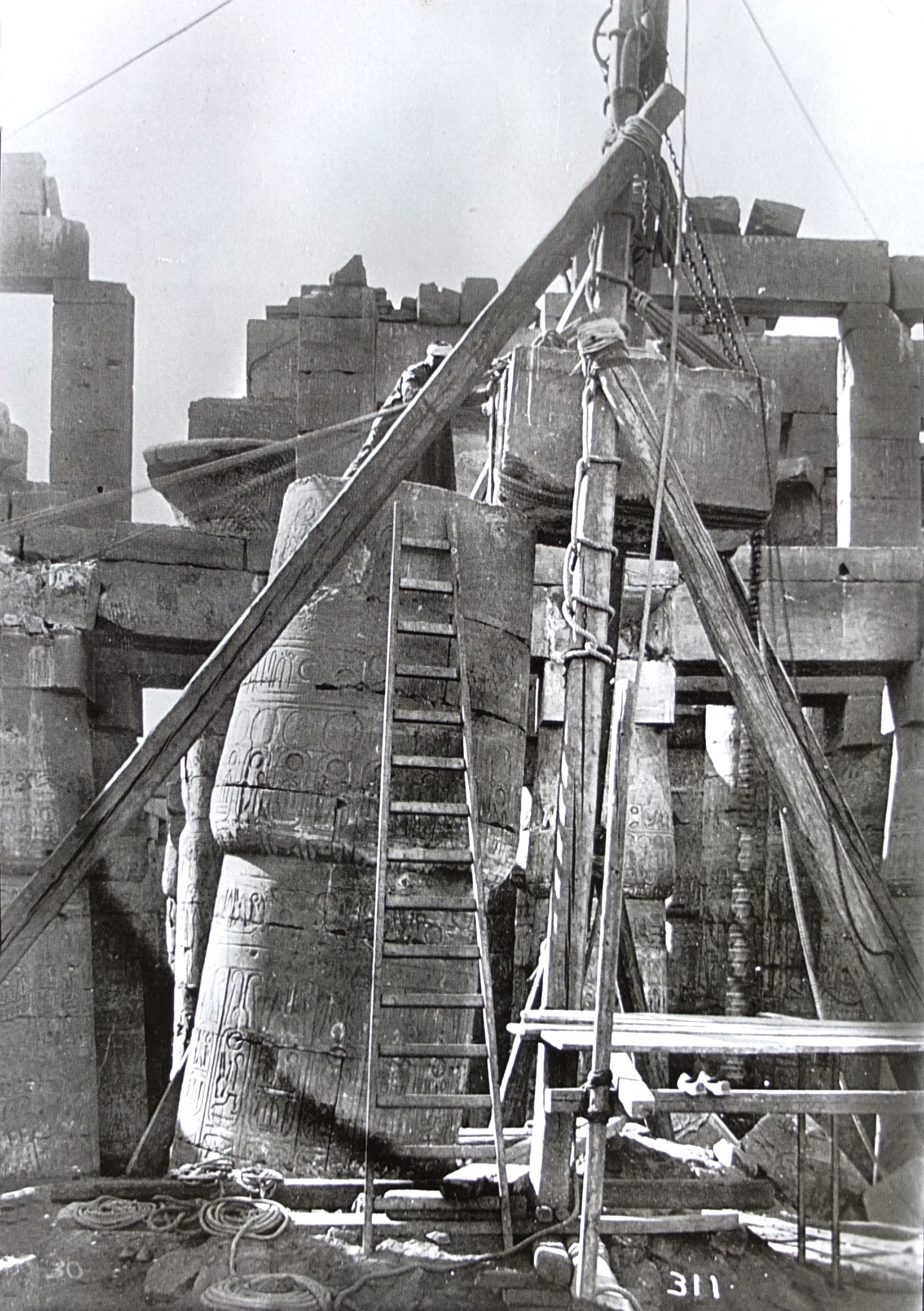
Реставрационные работы большого гипостильного зала Карнака после обрушения 3 октября 1899 года. Фото Жоржа Легрена, 29 декабря 1899 года.

В 1889 году Легрен был выбран для оформления стен египетского зала Музея Перонна, и защитил диссертацию по египтологии в Школе Лувра. В 1892 году присоединился к команде археолога Жака де Моргана в Египте в качестве инспектора-чертежника. Принимал участие во многих раскопках в Асуане — точнее в Куббет-эль-Хава — в Ком-Омбо, Дахшуре, в Гебель-эль-Силсиле и в Коптосе. По поручению Жака де Моргана в 1895 году руководил работами в Карнаке, провёл общую расчистку территории (в частности, храма Птаха в 1900 году, храма Рамзеса II и др.) и амбициозные реставрации, такие как реконструкция Большого Гипостильного зала после обрушения его двенадцати колонн 3 октября 1899 года. К числу его больших открытий принадлежит знаменитый «тайник» с 700 статуями, обнаруженный 26 декабря 1903 года.
Долгое время предполагалось, что дневник его раскопок, начатых в 1901 году, безвозвратно утерян, но в 2015 году Лувр получил в дар восемнадцать записных книжек археолога. Сохранилась большая коллекция фотоотпечатков его авторства.
В саду своего дома, примыкающего к западному двору храма, Легрен устроил студию, посвященную обнаруженным статуям и стелам, которые он ежедневно фотографировал. Снос его дома, с целью открытия панорамы, вызвал ожесточенные споры.

## Публикации
- С Жаком де Морганом, Урбеном Бурьяном, Гюставом Жекье, Александром Барсанти, Каталог памятников и надписей Древнего Египта, Вена, Хольцхаузен, 1894—1909.
- С Жаком де Морганом, Раскопки в Дахшуре, Вена, Хольцхаузен, 1895, 1903.
- Северное крыло пилона Аменофиса III в Карнаке, Париж, Эрнест Леру, 1902 год.
- Статуи и статуэтки королей и частных лиц, Каир, типография IFAO, 1906—1925 гг.
- Карнакские храмы, Брюссель, Вромант, 1929 год.
- Коптская семья из Верхнего Египта, Брюссель, 1945 год.